# 알레몬타이트
알레몬타이트(Allemontite) 혹은 스티바르센(Stibarsen)은 비소와 안티모니의 자연원소로 이루어진 광물이다. 그렇기에 비소안티몬이라고도 한다. 이 명칭은 처음으로 발견된 프랑스의 알레몬 광상에서 유래된 것이다.
이론적인 화학조성은 As 38.09%, Sb 61.91%이며, 그 외 황·비스무트·금·철 등이 불순물로 들어가기도 한다.

## 결정구조

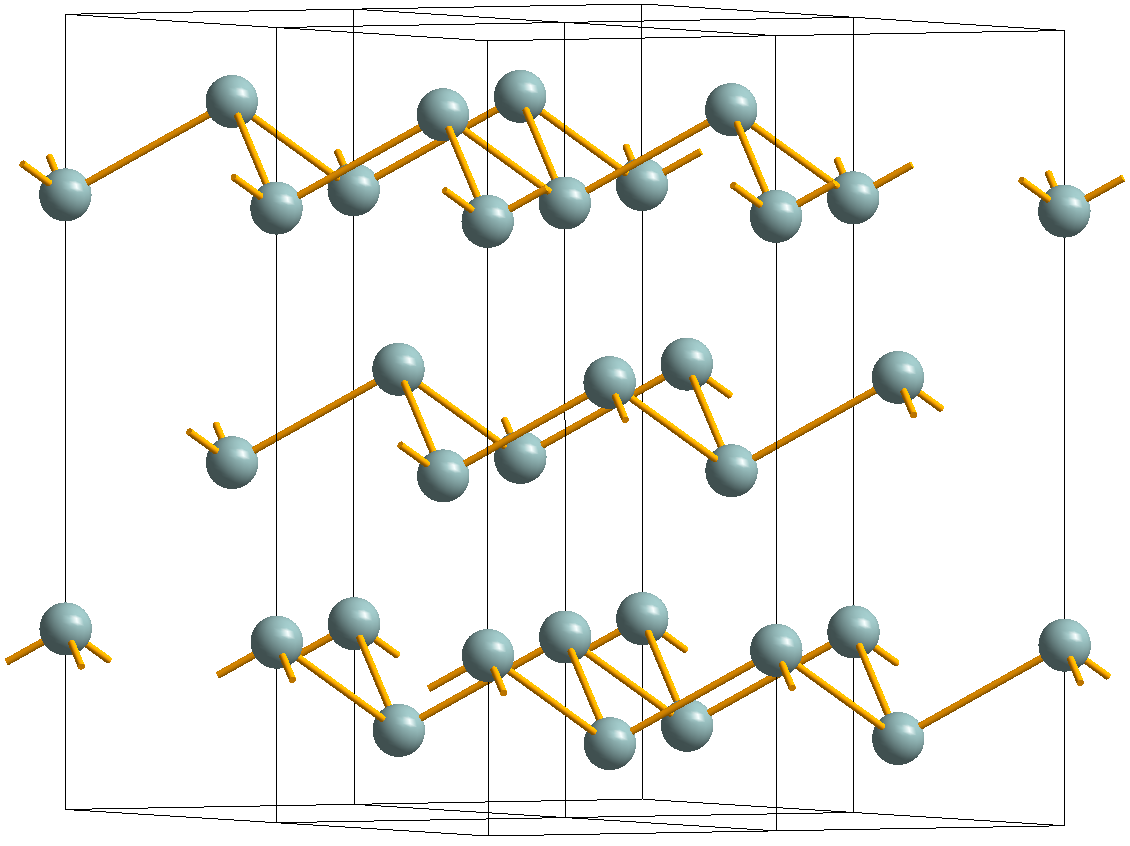
비소안티몬석의 결정구조

결정구조는 삼사정계 복삼방편삼각면체 정족, 공간군은 R3m이며, 단위포의 크기는 비소와 안티몬의 중간정도다.
단위포의 크기는 a = 4.045, c = 10.961 [Å], Z = 6 이다.
원자들은 마치 흑연의 층이 비틀어진 것과 같이 배열되어 있으며, 이 층은 c축에 수직으로 뻗어가고 있다. 각 층마다 약한 결합으로 연결되어 있다.
| 광물 | a (nm)  | c (nm) | ρ (g/cm3) | 출처  |
| ---- | ------- | ------ | --------- | ----- |
| As   | 0.376   | 1.055  | 5.78      | [ 4 ] |
| AsSb | 0.4025  | 1.084  | 6.37      | [ 5 ] |
| Sb   | 0.43056 | 1.125  | 6.72      | [ 6 ] |

## 특성
색은 백색, 회색, 또는 적회색이며 조흔색은 회색, 광택은 흐린 금속광택을 가진다. 벽개는 (0001)에서 완전하다. 경도는 3 - 4 정도, 비중 6.33이다.
반사현미경에서 백색으로 드러나며, 반사능은 녹색광에서 67.5%, 황색광에서 58%, 적색광에서 50%. 복반사는 약하다.
감정상의 특징으로는, 취관분석을 할 때 쉽게 녹는데, As2O3와 Sb2O3로 분해되면서 녹는다.
알레몬타이트는 그 산출이 드문 광물로, 열수광상의 석영-방해석 맥에서 자연비소, 자연안티몬, 섬아연광, 방연광, 능철광, 휘안광 등과 함께 난다. 드물게 페그마타이트에서 전기석, 석영, 조장석과 함께 공반한다. 풍화되면 안티몬비소의 산화물이 난다.
변종으로는 I형과 II형으로 나눌 수 있는데, 이 중 II형은 AsSb 조성이 균일한 상을 이루고 있다. 이를 특히 스티바르센이라고 한다.
주요 용도로는 비소와 안티몬의 광물원료로 이용되고 있다.

## 산출지
한반도에서의 주요 산출지는 강원도 김화군 성산리에서 나는데, 각섬석편암 안의 단열을 충진한 석영맥에서 세맥상으로, 방연광·섬아연광·자류철광·석영·방해석·형석과 함께 나고 있다. 색은 철회색이며, 구상체나 포도송이모양 등으로 난다. 직경은 1 - 80 mm정도로 질산을 가하면 기포를 내면서 회색으로 된다.
외국에서는 프랑스의 알레몽, 미국 네바다 콤스톡 은광, 스웨덴 바르투래스크 리튬 페그마타이트광에서 나고 있다.

## 참고 문헌
- 서왈선 외. 조선광물지 (1) 과학기술출판사.1994, p. 181 - 182